# 小西業茂
小西 業茂（こにし なりしげ、嘉永4年〈1851年〉3月 - 1906年〈明治39年〉5月25日）は、日本の実業家、武道家。幼名は新太郎、のち茂十郎。11代目小西新右衛門。

## 経歴

### 実業家
摂津国伊丹の酒造業者小西家は大名貸も行う豪商であった。業茂は明治11年（1878年）、11代目小西新右衛門を襲名し家督を継ぐ。その後日本銀行監事、真宗信徒生命保険取締役社長、日本貯金銀行頭取、起業銀行監査役、伊丹銀行筆頭株主、起業貯金銀行監査役を歴任する。同時に鉄道事業に参画し、山陽鉄道、川辺馬車鉄道（小西壮二郎名義）、摂丹鉄道（小西壮二郎名義）、阪鶴鉄道、阪神電気鉄道に発起人として出資した。

### 武道家
明治2年（1869年）、小西家の道場を一般に公開する。明治18年（1885年）、道場名を修武館と改め、館長を務める。真貝忠篤、富山円、美田村顕教らを師範として招き、剣術などを修練していた。明治28年（1895年）、大日本武徳会創立発起人となった。平成17年（2005年）、全日本剣道連盟剣道殿堂に顕彰された。

## 栄典
- 1887年（明治20年）12月24日 - 正六位[1]
- 1887年（明治20年）12月27日 - 金製黄綬褒章[2]